# Atrium Biała

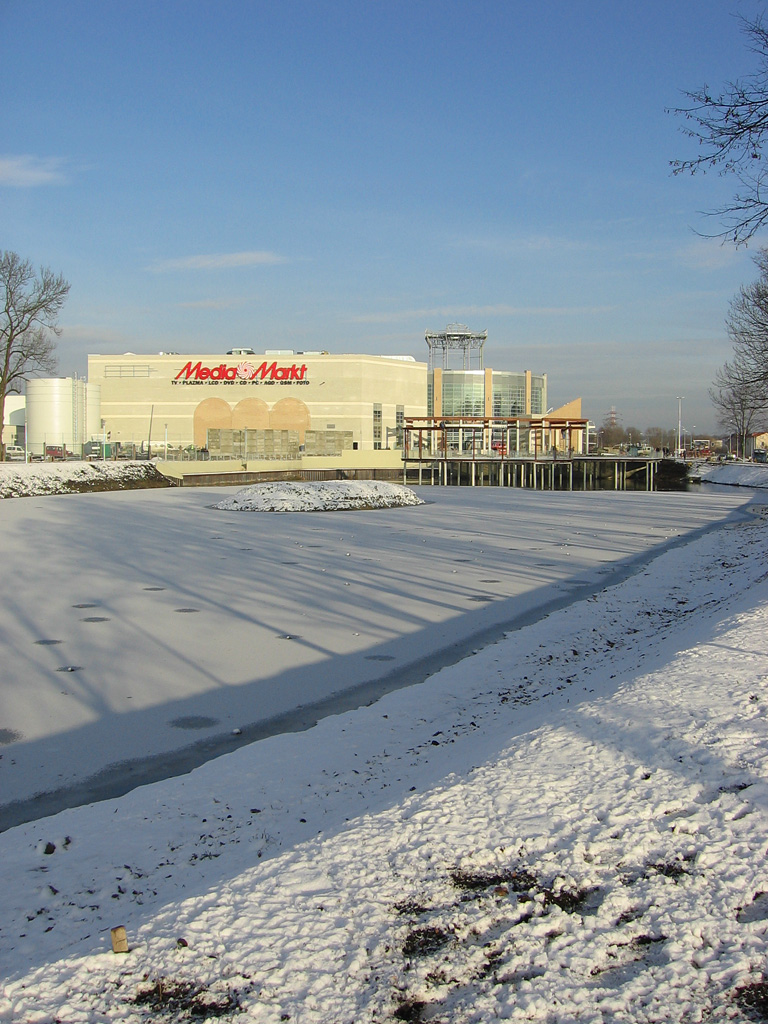
Galeria Biała podczas prac wykończeniowych

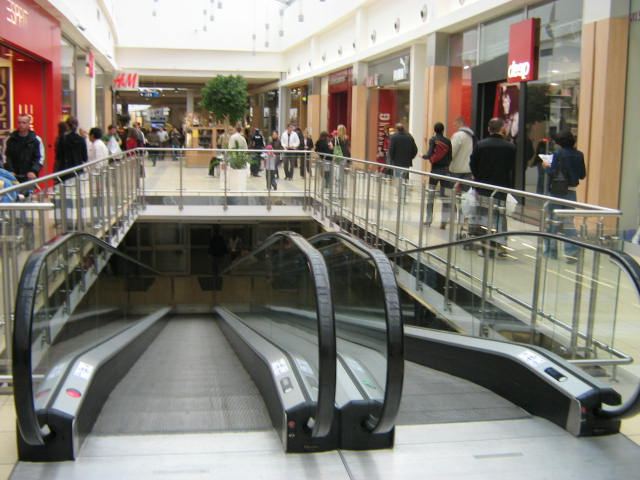
Ruchome chodniki (odpowiednik schodów ruchomych)

Atrium Biała (wcześniej Galeria Biała) – znajdująca się w Białymstoku w obrębie ulic: A. Mickiewicza, Augustowskiej i Cz. Miłosza (fragment planowanej Trasy Kopernikowskiej).

## Historia
Galeria jest pierwszym wybudowanym w tym mieście centrum handlowo-rozrywkowym. Inauguracja działalności Galerii Białej odbyła się 5 grudnia 2007 roku. Atrium Biała zajmuje ogółem ok. 45 tys.m² z tego 26 tys. m² przeznaczono pod wynajem butików i food courtu.

## Inwestor
Inwestorem jest Meinl European Land Group – Holding. Firma notowana jest na Wiedeńskiej Giełdzie Papierów Wartościowych jako jedyna w Europie koncentruje się przede wszystkim na inwestycjach w centra handlowe w Europie Środkowej i Wschodniej oraz Turcji.

## Deweloper
Deweloperem Galerii Białej jest firma TK Development. Buduje ona i zarządza nieruchomościami w sektorze komercyjnym, biurowym i mieszkaniowym. Aktualnie TK Development posiada oddziały w Kopenhadze, Berlinie, Warszawie, Pradze, Sztokholmie, Helsinkach i Wilnie. Siedziba główna TK znajduje się w duńskim mieście Aalborg.
Polski oddział TK Development, występujący pod spółką TK Polska Operations SA., powstał w 1994 roku i stale rozwija swoją działalność bazując na ponad 10 letnim doświadczeniu w branży nieruchomości.